# Maitreya-natha
Maitreya-nātha (ok. 270–350) – był jednym z trzech założycieli szkoły buddyjskiej filozofii yogācāra, obok dwóch innych znanych filozofów: braci Asangi i Vasubandhu. Liczba pism przypisywanych mu różni się w wielu tradycjach buddyzmu tybetańskiego i chińskiego, ale większość z nich zawiera:
- Yogācara-bhūmi-śāstra
- Ozdoba dla Sutr Wielkiej Drogi (skt. Mahāyāna-sūtrālamkāra-kārikā, tyb. theg pa chen po'i mdo sde'i rgyan)
- Rozróżniając Zjawiska i Czystą Istotę (skt. Dharma-dharmatā-vibhāga, tyb. chos dang chos nyid rnam par 'byed pa)
- Rozróżniając Środek i Skrajności (skt. Madhyānta-vibhāga-kārikā, tyb. dbus dang mtha' rnam par 'byed pa)
- Ozdoba dla Czystej Realizacji (skt. Abhisamaya-alamkāra, tyb. mngon par rtogs pa'i rgyan)
- Wspaniała Kontynuacja Wielkiej Drogi (skt. Ratna-gotra-vibhāga, znana także jako Uttara-tantra-shastra, tyb. theg pa chen po rgyud bla ma'i bstan)

Ostatnie pięć prac nazywanych jest wspólnie Pięcioma Dharmami Maitreji, a za ich autora uważany jest często Maitreya, Asanga lub obaj filozofowie.